# Janvier 1882

## Événements
- Implantation de l'Armée du salut à Toronto.

- 19 janvier, France : krach de l'Union générale à Lyon, scandale financier qui entraîne une série de faillites. La crise économique, due essentiellement à des problèmes de surchauffe liés à l’essor rapide consécutif aux politiques de grands travaux, va avoir des répercussions en Grande-Bretagne qui s’engagera dans une période de dépression jusqu’en 1886-1887.

- 26 janvier, France : démission du Gouvernement Léon Gambetta.

- 30 janvier, France : deuxième gouvernement Freycinet (fin le 29 juillet).

## Naissances
- 4 janvier : Aristarkh Lentoulov, peintre russe († 15 avril 1943).
- 21 janvier : Lucila Luciani de Pérez Díaz, historienne, écrivaine et féministe vénézuélienne († 8 mars 1971).
- 25 janvier : Virginia Woolf, femme de lettres britannique († 28 mars 1941).
- 30 janvier : Franklin Delano Roosevelt, président des États-Unis de 1933 à 1945 († 12 avril 1945).

## Décès
- 10 janvier : Henri Jules Bataille, militaire français, général de division d’infanterie. (° 6 septembre 1816).